# Danny Welbeck
Daniel Nii Tackie Mensah "Danny" Welbeck (Longsight, Manchester, 26. studenog 1990.) engleski je nogometaš koji igra na poziciji napadača. Trenutačno igra za Brighton & Hove Albion. Zbog svoje visine i stila trčanja, često je uspoređivan s togoanskim napadačem Emmanuelom Adebayorom i nigerijskim napadačem Nwankwom Kanuom. Napadač engleske reprezentacije i The Gunnersa propustito je Europsko prvenstvo u Francuskoj zbog ozljede koljena.

## Vanjske poveznice
- Profil na Transfermarktu
- Profil na Soccerwayu